# 현대 쎄타엔진
현대 세타엔진(Hyundai theta[θ] Engine)은 현대자동차에서 자체 개발한 중형 및 중대형 승용차용 직렬 4기통 가솔린/LPG 엔진이다. 형식명은 G4K(휘발유)/L4K(LPG) 시리즈다.

## 연혁
현대자동차의 독자개발 직렬 4기통 가솔린 엔진으로, 미쓰비시에 로열티를 주고 사용했던 미쓰비시 시리우스 엔진(4G6 계열)의 후속작이다.
2002년부터 개발을 시작했다. 2003년에 미쓰비시, 크라이슬러와 합작하여 GEMA(Global Engine Manufacturing Alliance)라는 법인을 세웠고, 이 경로를 통해 크라이슬러와 미쓰비시는 세타 엔진의 블럭을 기반으로 각자의 입맛에 맞게 세팅한 월드 엔진(이후 타이거샤크 엔진으로 개칭)과 4B1 엔진을 각각 개발하였다.
이듬해인 2004년에 본격적으로 쏘나타#4세대(NF)에 탑재된 것을 시작으로, 기아 로체와 기아 카렌스, 기아 스포티지, 그랜저#4세대(TG) 등 차례대로 얹었다. 또한 현대 제네시스 쿠페 2.0 터보가 나오면서 후륜구동 승용차에도 적용되기 시작했다.
가변 밸브 타이밍(VVT)과 가변 흡기 기구를 장착하면서 2008년에 쎄타 II 엔진으로 업그레이드되었으며, 2011년에는 이 엔진에 터보차저가 장착되었다. 하지만 연속 가변 밸브 리프트(CVVL)를 장착하려는 계획이 무산되었고, CVVL은 현대자동차가 베타(G4G)의 후속으로 하나 더 개발한 직렬 4기통 엔진인 현대 누우엔진(G4N)에 적용됐다.
엔진 오일은 자연흡기의 경우 SAE 5W-20, 5W-30 점도의 API-SM, ILSAC GF-4 규격을 사용하며, 터보차저에는 SAE 5W-30이나 5W-40 점도의 ACEA A5나 A3 규격의 오일을 사용한다.
누우 엔진이 출시된 후 2.0ℓ 자연흡기 엔진은 누우 엔진으로 이관되었으며, 2.0ℓ 터보차저와 2.4ℓ 가솔린 직접분사 자연흡기 엔진만 생산했다.
2019년에는 2.5ℓ 사양이 새로 선보였으며, 자연흡기와 터보로 나온다. 자연흡기 사양은 기아 K7 및 현대 그랜저의 페이스리프트 버전에서 첫 선을 보였으며, 앳킨슨 사이클로 나온다. 터보는 세로배치용(304마력)이 GV80에 첫 탑재됐고, 가로배치용이 쏘렌토, 싼타페, 쏘나타 N 라인을 통해 선보였다. 싼타페/쏘렌토에는 281마력으로, 쏘나타 N라인에는 290마력으로 세팅된다. 기아 타스만에는 후륜구동 기반임에도 281마력으로 세팅한다.

## 종류

### G4KA

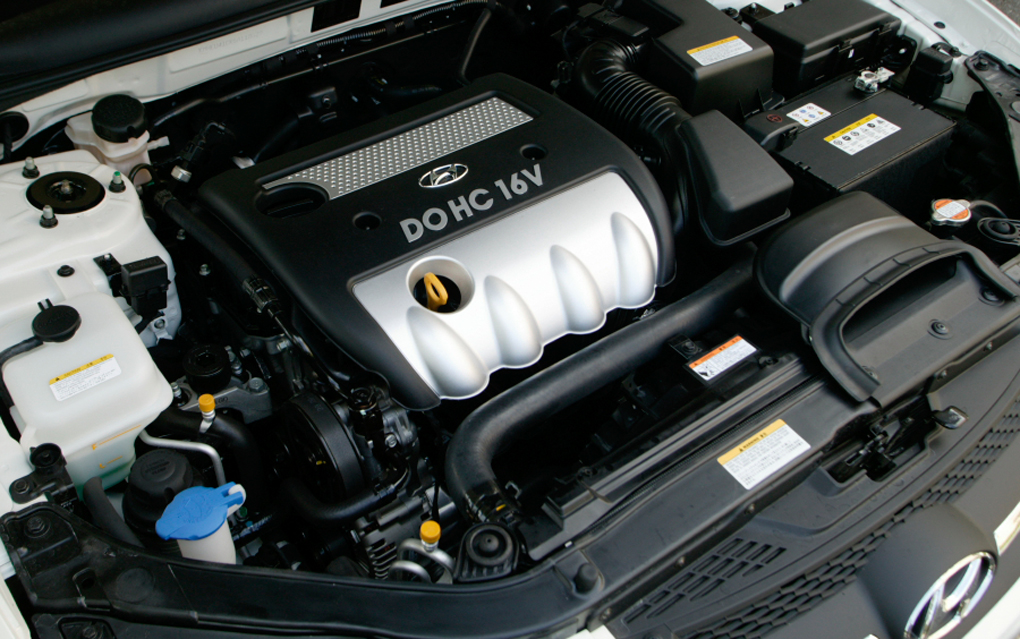
쎄타 2.0ℓ DOHC 엔진(G4KA)

2.0ℓ MPI 방식의 DOHC 가솔린 자연흡기 엔진이며, 가변 밸브 타이밍(VVT)이 적용되어 있다. 배기량 1,998cc, 최고출력 144마력(6,000rpm), 최대토크 19.1kg.m(4,250rpm)의 수치를 보인다.
- 적용차종
  - 현대자동차 : 쏘나타(NF)
  - 기아자동차 : 로체(MG), 뉴 카렌스(UN)

### G4KC
2.4ℓ MPI 방식의 DOHC 가솔린 자연흡기 엔진이며, 가변 밸브 타이밍(VVT)이 적용되어 있다. 배기량 2,359cc, 최고출력 166마력(5,800rpm), 최대토크 23.0kg.m(4,250rpm)의 수치를 보인다.
주로 중형 고급 모델이나 준대형 모델에 얹히고 있다.
- 적용차종
  - 현대자동차 : 쏘나타(NF), 그랜저(TG)
  - 기아자동차 : 로체(MG)

### G4KD

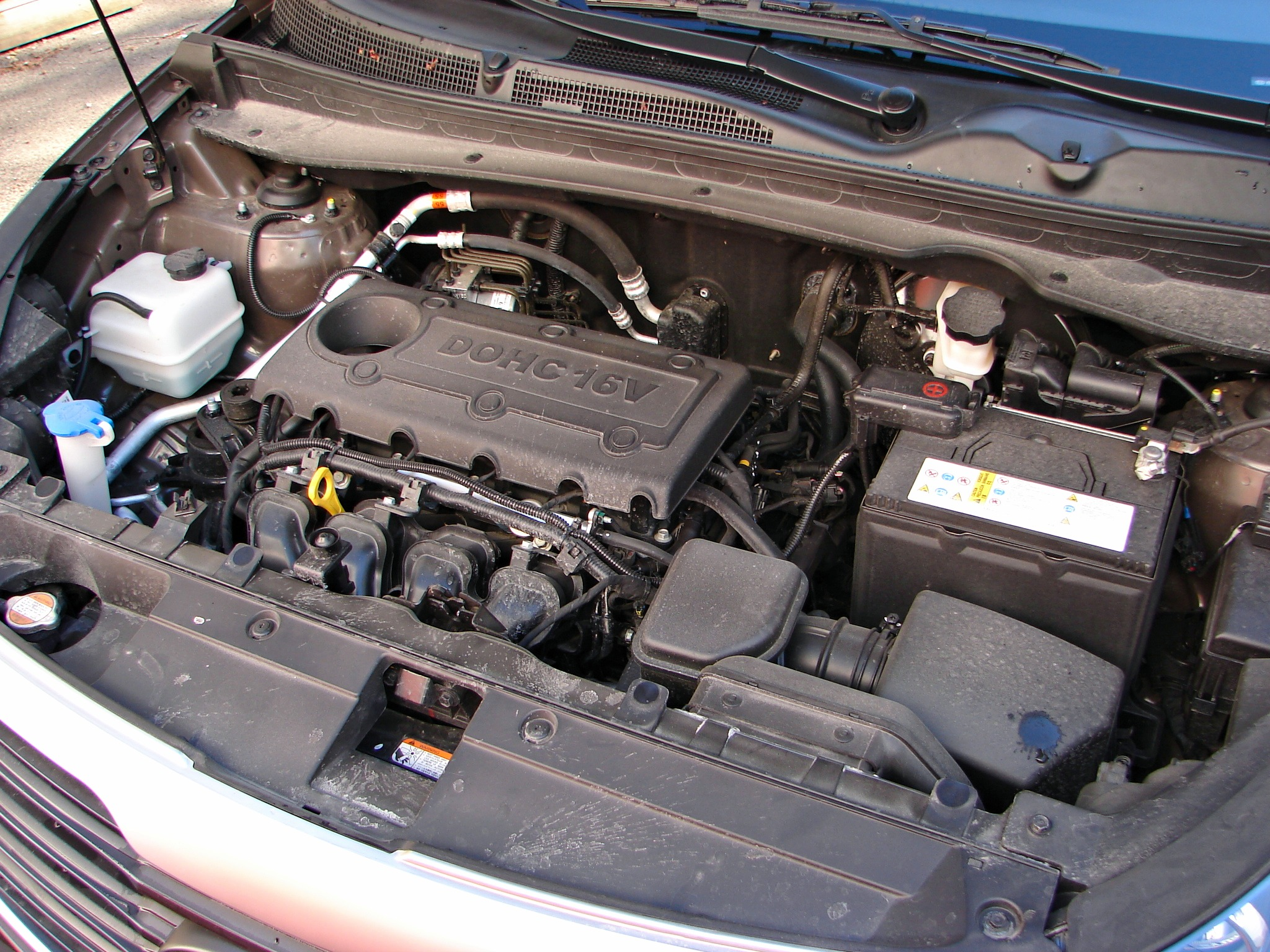
쎄타 II 2.0ℓ DOHC 엔진(G4KD)

G4KA의 개량형인 세타 II 버전으로, 2.0ℓ MPI 방식의 DOHC 가솔린 자연흡기 엔진이며, 가변 밸브 타이밍(VVT)이 적용되어 있다. 배기량 1,998cc, 최고출력 165마력(6,200rpm), 최대토크 20.2kg.m(4,600rpm)의 수치를 보인다.
중형급 차종이나 소형, 중형급 SUV에 얹혔으며, 중형급 모델은 2011년까지 사용하였다.
- 적용차종
  - 현대자동차 : 쏘나타 트랜스폼(NF), 쏘나타(YF), 투싼 ix(LM)
  - 기아자동차 : 포르테(TD), 포르테 쿱(XK), 로체 어드밴스(MG), 로체 이노베이션(MG), K5(TF), 스포티지 R(SL)

### G4KE
G4KC의 개량형인 세타 II 버전으로, 2.4ℓ MPI 방식의 DOHC 가솔린 자연흡기 엔진이며, 가변 밸브 타이밍(VVT)이 적용되어 있다. 배기량 2,359cc, 최고출력 180마력(6,000rpm), 최대토크 23.5kg.m(4,000rpm)의 수치를 보인다.
중형 고급모델이나 준대형 모델, 중형 SUV에 얹혔다.
- 적용차종
  - 현대자동차 : 쏘나타 트랜스폼(NF), 쏘나타(YF), 싼타페(CM), 그랜저(TG)
  - 기아자동차 : 포르테(TD) (수출용), 로체 어드밴스(MG), 로체 이노베이션(MG), 쏘렌토 R(XM), K7(VG)

### G4KJ

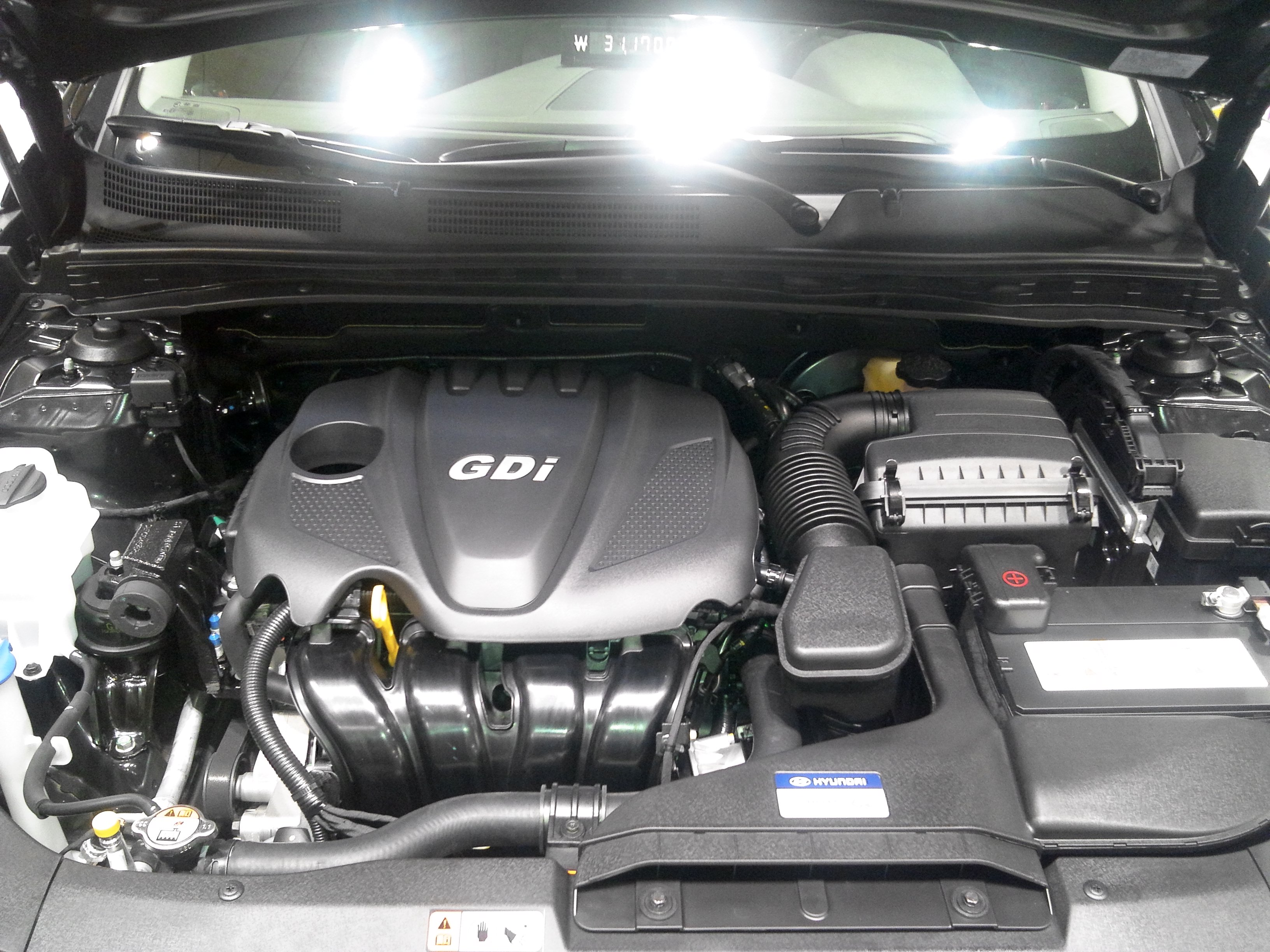
쎄타 II 2.4ℓ GDI 엔진(G4KJ)

휘발유 직접 분사 방식의 자연흡기 엔진으로, 배기량 2,359cc, 최고출력 201마력/6,300rpm(이후 190마력으로 디튠), 최대토크 25.5kg.m(4,250rpm)의 수치를 보인다.
- 적용차종
  - 현대자동차 : 쏘나타(YF), 쏘나타(LF), 그랜저(HG), 그랜저(IG)
  - 기아자동차 : K5(TF), K7(VG), K7(YG)

### G4KH

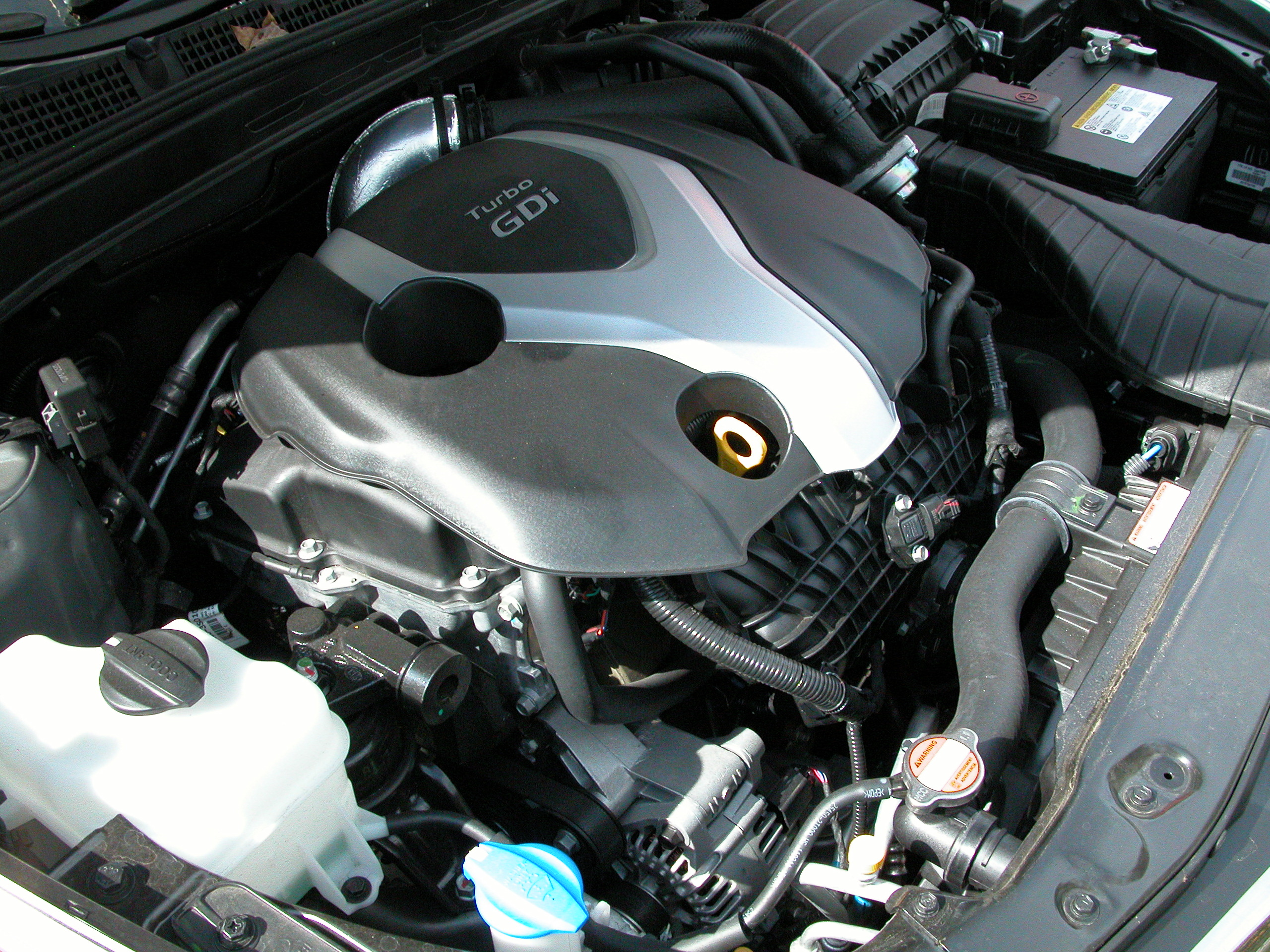
쎄타 II 2.0ℓ 터보 GDI 엔진(G4KH)

휘발유 직접 분사 방식의 터보차저 엔진이며, 전륜구동 기반 차량에 장착된다. 배기량 1,998cc, 최고출력 245마력(6,000rpm)과 271마력(6,000rpm), 최대토크 36.0kg.m(1,350~4,000)과 37.2kg.m(1,750~4,500rpm)의 수치를 보인다. N 디비전 차량에 얹히는 G4KH 엔진은 별도의 개선형으로, 카탈로그상에는 “N 전용 2.0 T-GDI"로 표시된다. 이 개선형 엔진은 카탈로그상 최고 출력이 6,000 rpm에서 250 - 275마력이며, 최대 토크는 1,450 - 4,000 rpm 범위에서 36 kgfm이다.
- 적용차종
  - 현대자동차 : 쏘나타(YF), 쏘나타(LF), 투싼(TL), 싼타페(TM), 현대 벨로스터 N, 현대 아반떼 N
  - 기아자동차 : K5(TF), K5(JF), 스포티지R(SL)

### G4KL
휘발유 직접 분사 방식의 터보차저 엔진이며, 후륜구동 기반 차량에 장착된다. 배기량 1,998cc, 최고출력 255마력(6,000rpm)과 최대토크 36.0kg.m(1,4000)의 수치를 보인다.
- 적용차종
  - 제네시스: G70
  - 기아자동차: 스팅어(페이스리프트 이전 모델)

### G4KF
후륜구동형 터보차저 MPI 엔진이며, 배기량 1,998cc, 최고출력 210마력~275마력(6,000rpm), 최대토크 36.0~38.8kg.m(1,750~4,500rpm)의 수치를 보인다.
- 적용차종
  - 현대자동차 : 제네시스 쿠페(BK)

### G4KP
휘발유 직접 분사 방식의 터보차저 엔진이며, 전륜구동 기반 차량에 장착된다. 배기량 2,497cc, 최고출력 281마력(5,800rpm)과 290마력(5,800rpm), 최대토크 43kg.m(1,650rpm)의 수치를 보인다.
- 적용차종
  - 현대자동차: 싼타페, 쏘나타 N Line
  - 기아자동차: 쏘렌토

### G4KR
휘발유 직접 분사 방식의 터보차저 엔진이며, 후륜구동 기반 차량에 장착된다. 배기량 2,497cc, 최고출력 304마력(5,800rpm), 최대토크 43kg.m(1,650rpm)의 수치를 보인다. 타스만에는 281마력으로 디튠했다.
- 적용차종
  - 제네시스: G80, GV70, GV80
  - 기아자동차: 스팅어(페이스리프트 이후 모델), 타스만

1. ↑   보관됨 2022-05-28 - 웨이백 머신, 현대자동차. 2022년 12월 12일 확인.